# Lee Doo-yong
Pour les articles homonymes, voir Lee.
Lee Doo-yong (en coréen : 이두용) parfois écrit Du-yong, I Du Yong, Tu-yong ou Yi Tu Yong, né le 24 décembre 1942 à Séoul (Corée pendant la colonisation japonaise) et mort le 19 janvier 2024 à Séoul (Corée du Sud), est un réalisateur et scénariste sud-coréen.

## Biographie
Lee Doo-yong naît le 24 décembre 1942. Il s’inscrit en économie à l’université de Dongguk, et en sort diplômé. 
Lee est assistant pendant une dizaine d’années avant de prendre la direction de son premier film en 1970 : The Lost Wedding Veil. Il réalise ou dirige une soixantaine de films dans différents genres, mais il est le premier à introduire des films d'action en de style coréen en poursuivant avec six films de taekwondo, comme The Korean Connection (1974) et Left Foot of Wrath (1974). Il explique :

« Dans les années 1960, j’ai débuté dans le genre du cinéma « mélodrame » et ceci pendant quatre ans. Ce travail ne me satisfaisait pas car j’avais l’impression de traduire de la littérature en cinéma. J’ai donc changé d’orientation, cela a donné Cho-bun, Pee-mak et The Wheel »

— Propos recueillis par An-Cha Flubacher-Rhim

Il poursuit avec des films à visée socio-historique, éprouvant le besoin de dire et montrer, voir démontrer certains travers : 

« J’ai voulu dire dans ces films l’histoire des gens qui n’apparaissait pas dans l’histoire officielle. J’ai voulu dire leurs souffrances multiples dues aux invasions diverses, à la colonisation japonaise, à la faim, et surtout, j’ai voulu dire la souffrance des femmes. J’estimais que c’était mon devoir de cinéaste de le faire »

Il confie également les raisons qui ont motivé ses réalisations de films d’art martiaux : 

« J’avais besoin d’argent et c’était la tendance générale à cette époque. Je me disais aussi que cela me permettrait de faire plus tard les films que j’aimais réellement, en donnant confiance aux producteurs.
[…] Les producteurs ont du mal à monter les films, c’est pourquoi je réalisais aussi en vue d’exporter ces films d’action. J’en ai réalisé 20 en quatre ans, et quelques-uns ont été vendus à l’étranger »

Il fait découvrir les films sud-coréens en participant à de grands festivals internationaux de cinéma dans les années 1980. Il est le premier sud-coréen à remporter un prix au Festival international du film de Venise. Il reçoit le prix du programme d'aide au développement social intégré pour son film de 1980 « The Hut ».
En 1984, avec Mulleya Mulleya (The Wheel), il est le premier réalisateur sud-coréen représenté au Festival de Cannes dans la section « Un certain regard ».
En 2005, au cours du 11e FICA de Vesoul, il reçoit un Cyclo d'or d'honneur pour sa carrière.
Lee Doo-yong meurt le 19 décembre 2024 à Séoul à l’âge de 81 ans des suites d’un cancer du poumon diagnostiqué plus d’un an auparavant.

## Filmographie
- 1973 : The General in Red Robes (홍의 장군)
- 1974 : The Korean Connection (돌아온 외다리)
- 1976 : Bruce Lee Fights Back from the Grave (아메리카 방문객)
- 1980 : The Last Witness (최후의 증인)
- 1984 : Le Rouet (여인 잔혹사 물레야 물레야, Mulleya Mulleya)